# Червоногвардейское (Луганская область)
Червоногварде́йское (укр. Червоногвардійське, представители ЛНР также используют название Красногвардейское) / Криничанское (укр. Криничанське) — посёлок, относится к Кировскому городскому совету Луганской области.

## Географическое положение
Соседние населённые пункты: город Стаханов на западе, Кировск, село Богдановка, посёлок Криничное на северо-западе, сёла Заречное, Червоный Лиман на севере, посёлки Хорошее на востоке, Яснодольск на юго-востоке.

## История
Посёлок был основан в 1948 году одновременно с угольной шахтой "Криничанская — Южная".
До 1962 года поселок относился к Фрунзенскому району Луганской области.
После образования в 1962 году города Кировска пгт. Червоногвардейское (Красногвардейское) переподчинено городу Кировску. В это же время происходит упразднение хутора Ново-Трудовое Фрунзенского района Луганской области и преобразование его жилого массива в улицу Космонавтов поселка Червоногвардейское (Красногвардейское) Кировского городского совета Луганской области.
По состоянию на начало 1968 года здесь действовали угольная шахта, Луганский винодельный завод, средняя школа, Дворец культуры на 320 мест, больница и библиотека.
В 1978 году основой экономики посёлка являлись добыча угля и винный завод.
В январе 1989 года численность населения составляла 2458 человек.
По переписи 2001 года население составляло 1799 человек.
На 1 января 2013 года численность населения составляла 1390 человек.
С весны 2014 года в составе Луганской Народной Республики.
12 мая 2016 года Верховная Рада Украины переименовала посёлок в Криничанское в рамках кампании по декоммунизации на Украине. Решение не признано местными фактическими властями.

## Транспорт
Расположен в 10 км от железнодорожной станции Сентяновка (на линии Родаково — Красный Лиман).

## Местный совет
93892, Луганская обл., Кировский городской совет, пгт. Червоногвардейское, ул. Бабушкина, д. 17